# Il tulipano d'oro
Il tulipano d'oro è un film del 2003 diretto da Gérard Krawczyk, presentato fuori concorso al 56º Festival di Cannes, di cui è stato il film di apertura.
Si tratta del remake di Fanfan la Tulipe, un film del 1952 diretto da Christian-Jaque.

## Trama
Francia 1760, Fanfan è un giovane scapestrato che si diletta a sedurre le giovani più belle del suo villaggio promettendo loro di sposarle per poi abbandonarle sull'altare. Un giorno si imbatte in una gitana di nome Adeline, la quale con uno stratagemma tenta di imbrogliarlo facendogli una falsa previsione sul suo futuro in cambio di una grande somma di denaro. Quello stesso giorno Fanfan inscena il suo matrimonio con una giovane, salvo poi abbandonarla sull'altare.
Contrariamente alle altre volte, il giovane si ritrova presto a dover scappare dalla collera dei parenti della sua sposa e rincontra la gitana Adeline, che per prendersi gioco di lui si è messa a guida della folla. Nel tentativo di scappare, Fanfan decide di arruolarsi nell'esercito francese per andare a combattere nella Guerra dei Sette Anni. Il giovane si rende subito conto della sua inadeguatezza alla vita militare e tenta più volte di disertare, senza però mai riuscirci. Un giorno, mentre il suo reggimento è in viaggio per raggiungere il fronte, Fanfan si imbatte in dei briganti che stanno saccheggiando una carrozza con a bordo due nobildonne.
Dopo un breve duello, Fanfan riesce a mettere in fuga i briganti e si accorge con stupore che le due nobildonne sono Madame de Pompadour e la figlia di re Luigi XV. Invaghitosi della figlia del re, Fanfan si mette in testa di conquistarla, ma durante il viaggio con il suo battaglione si imbatte nuovamente in Adeline e scoprirà l'esistenza di un complotto contro Luigi XV mirato a portare le sorti della guerra dalla parte dell'Austria e della Prussia. Durante il viaggio, Fanfan si rende conto di provare un sentimento di amore verso Adeline, un sentimento che la ragazza ricambia.

## Inesattezze storiche
- Nel film viene mostrato che la Francia era in guerra contro l'Austria e la Prussia. Nella realtà, la Francia e l'Austria non erano avversarie durante la Guerra dei Sette Anni, bensì alleate contro la Prussia.
- Quando Fanfan si arruola, il Capitano dell'esercito afferma riferendosi alla guerra «Si sta combattendo la Guerra dei Sette Anni, quattro sono già passati e ne rimangono solo tre ancora.». Tale affermazione appare impossibile da affermare, dato che all'epoca non si poteva conoscere la durata del conflitto. Si tratta, perciò, di una battuta di spirito.